# JoBeth Williams
Margaret Jobeth Williams (Houston, 6 dicembre 1948) è un'attrice, regista, produttrice cinematografica e doppiatrice statunitense.

## Biografia
Jobeth Williams studia alla Brown University a Providence, con l'intenzione di diventare psicologa infantile. Il padre, un cantante d'opera, la introduce al mondo del teatro, e successivamente la Williams studia dizione alla Trinity Repertory Company per perdere il suo accento texano molto spiccato. Dopodiché, si trasferisce a New York dove lavora per la televisione ottenendo piccoli ruoli durante la seconda metà degli anni settanta, facendosi conoscere come JoBeth.
Il suo debutto nel cinema è nel drammatico Kramer contro Kramer (1979), nel ruolo di una collega, ed amante per una notte, di Dustin Hoffman. Ma l'interpretazione che la rende celebre è quella di Diane Freeling, giovane madre di famiglia che scopre con orrore di abitare in una casa infestata dai fantasmi, in Poltergeist - Demoniache presenze (1982), prodotto e scritto da Steven Spielberg; un anno dopo conferma la sua bravura e popolarità quando, dando vita al personaggio di una moglie insoddisfatta e piena di rimpianti, spicca nel cast corale di Il grande freddo (1983), di Lawrence Kasdan che la dirigerà successivamente anche in Wyatt Earp (1994). Rivela un insospettato talento comico nella commedia Nei panni di una bionda (1991), il penultimo film di Blake Edwards, in cui interpreta una donna che, con la complicità di due amiche, uccide a colpi di pistola un ex amante maschilista che le aveva umiliate tutt'e tre.
Continua a lavorare per la televisione in vari film e sitcom televisive, tra cui Frasier e Il cliente, la serie ispirata all'omonimo film del 1994, nel ruolo dell'avvocato che fu di Susan Sarandon, ruoli per cui ottiene 4 candidature agli Emmy, in 24 e in Numb3rs.

## Vita privata
È sposata con il regista John Pasquin e ha due figli, Nick e Will.

## Filmografia

### Cinema
- Kramer contro Kramer (Kramer vs. Kramer), regia di Robert Benton (1979)
- I mastini della guerra (The Dogs of War), regia di John Irvin (1980)
- Nessuno ci può fermare (Stir Crazy), regia di Sidney Poitier (1980)
- L'esperimento (Endangered Species), regia di Alan Rudolph (1982)
- Poltergeist - Demoniache presenze (Poltergeist), regia di Tobe Hooper (1982)
- Il grande freddo (The Big Chill), regia di Lawrence Kasdan (1983)
- Teachers, regia di Arthur Hiller (1984)
- American Dreamer, regia di Rick Rosenthal (1984)
- Un fiore nel deserto (Desert Bloom), regia di Eugene Corr (1986)
- Poltergeist II - L'altra dimensione (Poltergeist II: The Other Side), regia di Brian Gibson (1986)
- Alla scoperta di papà (Memories of Me), regia di Henry Winkler (1988)
- Ritorno dalla morte (Welcome Home), regia di Franklin J. Schaffner (1989)
- Dutch è molto meglio di papà (Dutch), regia di Peter Faiman (1991)
- Nei panni di una bionda (Switch), regia di Blake Edwards (1991)
- Fermati, o mamma spara (Stop! Or My Mom Will Shoot), regia di Roger Spottiswoode (1992)
- Wyatt Earp, regia di Lawrence Kasdan (1994)
- Da giungla a giungla (Jungle 2 Jungle), regia di John Pasquin (1997)
- Little City, regia di Roberto Benabib (1997)
- Il bacio che aspettavo (In the Land of Women), regia di Jon Kasdan (2007)
- Un anno da leoni (The Big Year), regia di David Frankel (2011)

### Televisione
- The Day After - Il giorno dopo (The Day After), regia di Nicholas Meyer – film TV (1983)
- Frasier – serie TV, 2 episodi (1994)
- Il cliente (The Client) – serie TV, 21 episodi (1995-1996)
- The Guardian – serie TV, 1 episodio (2001)
- Law & Order - Unità vittime speciali (Law & Order: Special Victims Unit) – serie TV, 1 episodio (2002)
- Giudice Amy (Judging Amy) – serie TV, 1 episodio (2003)
- Miss Match – serie TV, 3 episodi (2003-2005)
- 24 – serie TV, 1 episodio (2006)
- Numb3rs – serie TV, 1 episodio (2006)
- Dexter – serie TV, 4 episodi (2007)
- Private Practice – serie TV, 6 episodi (2009-2011)
- NCIS - Unità anticrimine (NCIS: Naval Criminal Investigative Service) – serie TV, episodio 8x17 (2011)
- Hart of Dixie – serie TV, 6 episodi (2011-2015)
- Mistresses - Amanti (Mistresses) – serie TV, episodio 1x09 (2013)
- Perception – serie TV, episodi 2x07-3x11 (2013-2015)
- Ho sognato l'amore (In My Dreams), regia di Kenny Leon – film TV (2014)
- Rizzoli & Isles – serie TV, episodio 7x10 (2016)
- The Good Doctor – serie TV, episodio 1x14 (2018)
- Living Biblically – serie TV, episodio 1x07 (2018)
- Un milione di piccole cose (A Million Little Things) – serie TV, 2 episodi (2023)

## Riconoscimenti
- Premio Oscar
  - 1995 – Candidatura al miglior cortometraggio per On Hope
- Golden Globe
  - 1989 – Candidatura alla miglior attrice in una miniserie TV per Baby M
- Premio Emmy
  - 1995 – Candidatura alla miglior guest star in una serie TV commedia per Frasier
  - 1988 – Candidatura alla miglior attrice in una miniserie TV per Baby M
  - 1984 – Candidatura alla miglior attrice in un film TV per Adam
- WorldFest-Houston International Film Festival
  - 2002 – Premio alla carriera
- Kansas City Film Critics Circle Awards
  - 1984 – KCFCC alla miglior attrice per American Dreamer
- Saturn Award
  - 1983 – Candidatura alla miglior attrice per Poltergeist
- Festival di Taormina
  - 1984 – Candidatura all'arancio d'oro alla miglior attrice per American Dreamer

## Doppiatrici italiane
Nelle versioni in italiano delle opere in cui ha recitato, JoBeth Williams è stata doppiata da:
- Maria Pia Di Meo in Il grande freddo, Fermati, o mamma spara, Il cliente, L'amore in gioco
- Simona Izzo in Poltergeist - Demoniache presenze, Poltergeist II - L'altra dimensione
- Rita Savagnone in The Day After - Il giorno dopo, Perception
- Ludovica Modugno in Teachers
- Paola Tedesco in Alla scoperta di papà
- Serena Verdirosi in Wyatt Earp
- Antonella Giannini in Da giungla a giungla
- Anna Rita Pasanisi in Private Practice
- Stefania Romagnoli in Criminal Minds
- Roberta Greganti in Un anno da leoni
- Giorgia Seren Gay in Scandal
- Isabella Pasanisi in Station 19